# Diadegma nigrifemur
Diadegma nigrifemur là một loài tò vò trong họ Ichneumonidae.